# برج جرس (عمارة)

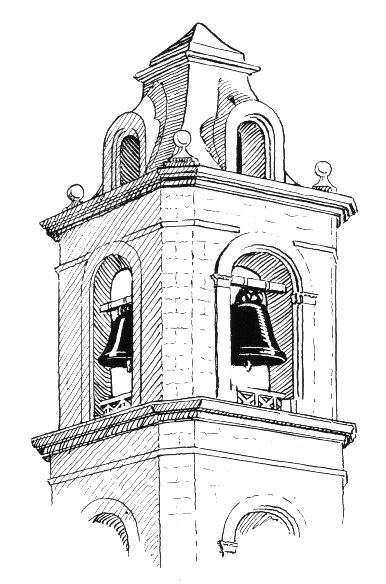
برج جرس

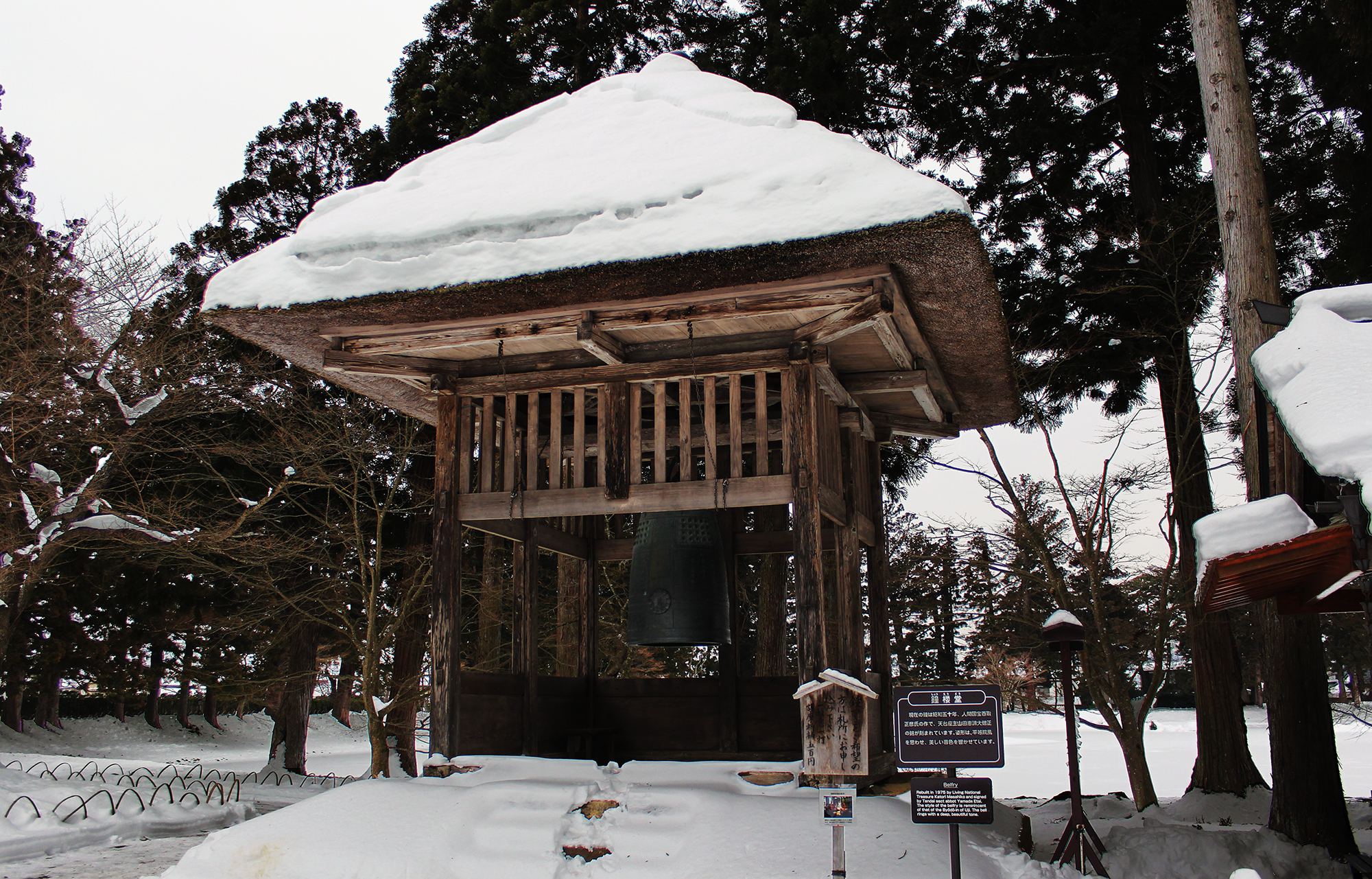
برج جرس في اليابان

برج الجرس أو قبة الجرس هيكل يحتوي على أجراس للرنين تكون جزءًا من مبنى ، عادةً جزءًا من برج الناقوس في الكنيسة يمكن أن يشير أيضًا إلى البرج أو المبنى بأكمله خاصة في أوروبا القارية لمثل هذا البرج المرتبط مبنى البلدية أو أي مبنى مدني آخر.
يحيط برج الجرس بغرفة الجرس أي الغرفة التي توجد بها الأجراس ؛ فجدرانه مثقوبة بفتحات تسمح بخروج الصوت. الفتحات تكون ذات بالكَوّ لمنع المطر والثلج من الدخول وإتلاف الأجراس وقد تُترك مكشوفة. قد تكون ثمة غرفة منفصلة أسفل غرفة الجرس لإيواء الرنين.

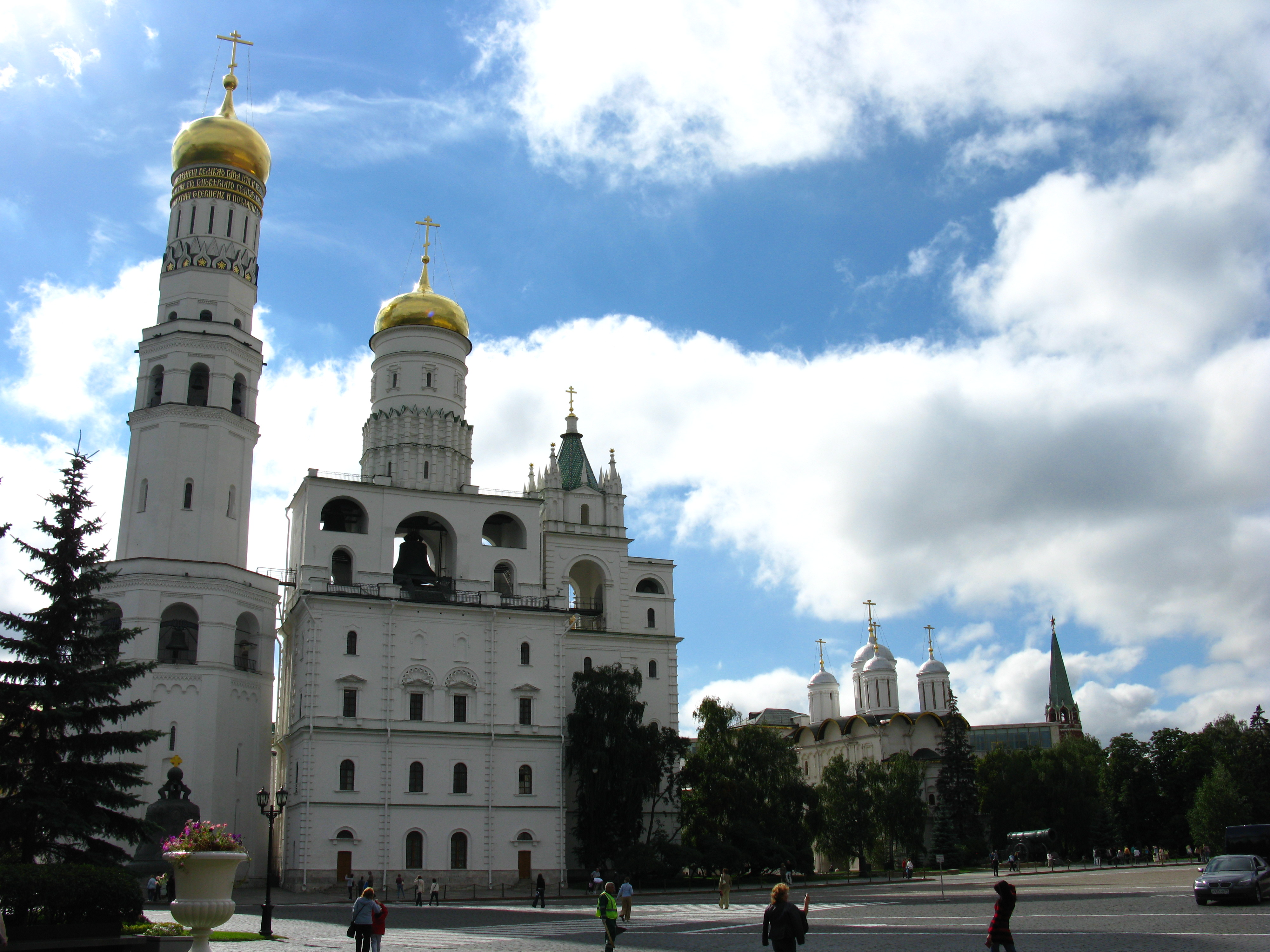
برج جرس كاتدرائية الرقاد (يسار الوسط) بجوار برج الأجراس لإيفان الأكبر في الكِرِملِن في موسكو.